# Крепость Аркиван
Крепость Аркиван является археологическим памятником государственного значения, история которой восходит к X—XIII векам. Крепость Аркиван находится в селе Аркиван Масаллинского района. Он расположен на правом берегу реки Вилаш, у подножия Талышских гор, в Лянкяранской низменности. Ленкоранская низменность расположена между горами Талышского хребта и Каспийским морем.

## История
Аркиван был связан с Даштвандским магалом, одним из 8 районов Талышского ханства. Таким образом, этот район был очень богатым местом, охватывающим территорию Талышских гор на западе, Каспийского моря и Муганской равнины на востоке, нынешнего села Борадигах на юге и поселка Гойтапа на севере. Некоторые исследователи отмечают, что Даштванд и Аркиван в целом одно и то же место. По словам Саидали Казымбекова, "Аркиван, один из крупнейших районов Талышского ханства, находился на севере ханства, западная часть была гористой, а восточная — равнинной. Он граничил с провинцией Ширван на севере и северо-востоке, Каспийским морем на востоке, Лянкяраном и горными районами на юге и Сефидаштским магалом на западе.
По названию Даштавандского магала многие исследователи называют Аркиван степью, приморским местом. Обнаруженные до последних лет остатки якорей в нескольких местах села увеличивают вероятность того, что это приморский поселок. За последние тысячелетия уровень Каспийского моря поднялся в 6-7 раз. Подтверждением этому является факт затопления ряда мест, в том числе города Ленкорань, кроме того, некоторые историки утверждают, что шейх Сафиаддин был из Аркивана.
Кроме того, топоним Аркиван можно найти на карте XVI века в книге «Историческая география Азербайджана», изданной на русском языке.
Так, царь Пётр I (1672—1725) подарил Бернарду Александровичу поселение Аркиван, известное русскими деятелями под прозвищем «Керчь».
Некоторые историки отмечают, что «Эрк», с которого начинается топоним Аркиван, по-персидски означает «крепость», а «Ван» означает место. То есть, если эта гипотеза верна, то слово «Аркиван» означает «возле крепости». На основании этого некоторые историки трактуют значение топонима Аркиван как «укрепленное, укрепленное место». Следовательно, по мнению историков, «Эрк означает» крепость «, а» ван "- место. В другом источнике — в книге Вагифа Юсифли Аркиван обозначен как Аркиван, Аркаван, Арджуван и Акон. Оно образовано от слова «экон» в талышском языке «ка» — это дом, а «он» — множественное число.
По словам лингвиста профессора Агамуса Ахундова, «Аркиван» означает крепость. Аркиван был тесно связан с Сефевидами. Таким образом, историки отмечают, что шейх Сафиаддин (1274—1281) прожил в Аркиване семь лет. Согласно историческим источникам, в 1501 году он покинул Тебриз. На обратном пути Шах Исмаил остановился, по дороге отдыхал в крепости Аркиван и пил воду из источника Шейх Сафи.